# Rindera cetineri
Espèce
Statut de conservation UICN

 CR : 
En danger critique
Rindera cetineri est une espèce de plantes dicotylédones de la famille des Boraginaceae, sous-famille des Boraginoideae, originaire de Turquie. Cette espèce a été décrite pour la première fois en l'an 2019.

## Description
Rindera cetineri est une plante vivace mesurant environ 15 à 30 cm.
Son feuillage est constitué d'une rosette de feuilles mesurant chacune entre 3 et 10 cm de long (pétiole compris) et 3 à 7 mm de large. Les feuilles sont linéaires-oblancéolées, à apex aigu, de couleur gris argenté de chaque côté et tomenteux sur les 2 faces.
Les inflorescences poussent sur des tiges de 13 à 30 cm et elles sont également tomenteuses. Elles sont denses, constituées de 20 à 70 fleurs, subombellée, constituée de 3 à 7 cymes scorpioïdes, ébractées, chacune avec 6 à 14 fleurs inclinées vers le bas.

## Distribution et habitat
Rindera cetineri est endémique de l'ouest de l'Anatolie, en Turquie, où elle a été découverte à une altitude de 2200 mètres dans la montagne Akdağ. Cette espèce appartient à la flore méditerranéenne et elle colonise les pentes de hautes montagnes entre 2100 et 2200 mètres d'altitude.
Quelque 400 individus adultes (capables de se reproduire) ont été retrouvés dans une zone équivalente à 0,035 km². Cependant, à cause du surpâturage et d'autres effets anthropiques, Rindera cetineri est considérée comme en danger critique d'extinction.